# Jan Vodňanský
För andra betydelser, se Jan Vodňanský (olika betydelser).
Jan Vodňanský, född 1460, död omkring 1534, var en böhmisk teolog.
Vodňanský var utgången ur ett husitiskt borgarhem i Vodňany, men övergick efter universitetsstudier i Prag till katolicismen och blev en av dess mest prononcerade anhängare. Redan i sin första skrift, Vade mecum in tribulatione (1489), förutsade han "kätteriets" snara undergång. Stort uppseende väckte hans stridsskrift Epistola ad quendam baronem Moraviæ (1511), på spe kallad Matrykát. 
Mot de böhmiska bröderna riktades polemiken i Annihilatio triplicìs funiculi innominati hæretici (1498), Proti bludnym a potupnym artikulom pikhartskym och Locustarium de sectis et diversitate atque multiplicatione Begardorum in terra Bohemiæ (1524). Hans ingrodda motvilja mot dominikanerna tog sig uttryck i den äktromersk-katolska bekännelseskriften om den obefläckade avlelsen, Traktát o početi přečistím a neposhornémím panny Marie (1509).